# سرودهای دلفی

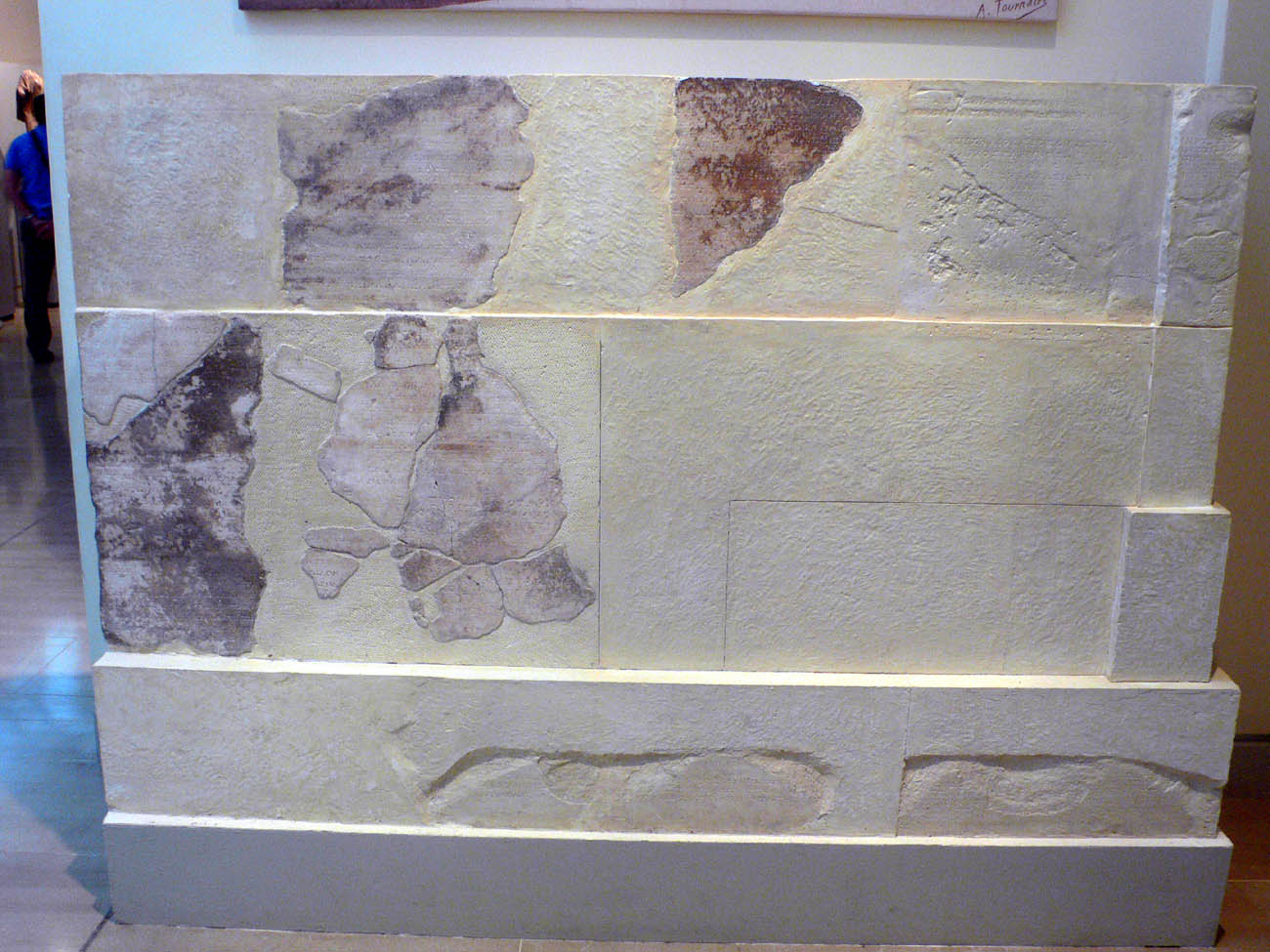
قطعات هر دو سرود، در موزه باستان‌شناسی دلفی

سرودهای دلفی دو قطعه موسیقی از یونان باستان هستند که قطعات قابل توجهی از آن‌ها باقی مانده‌است. تا مدت‌ها قدمت آن‌ها را به ترتیب برابر با ۱۳۸ و ۱۲۸ سال پیش از میلاد می‌دانستند، اما تحقیقات جدید نشان می‌دهد که احتمالاً هر دو برای اجرا در سال ۱۲۸ نوشته شده‌اند. به فرض این که سرود دلفی اول واقعاً ده سال پیش از دومی نوشته شده باشد، این سرود قدیمی‌ترین موسیقی نت‌نوشتهٔ غربی به جای مانده است که نام سازنده‌اش مشخص است.

## تاریخچه

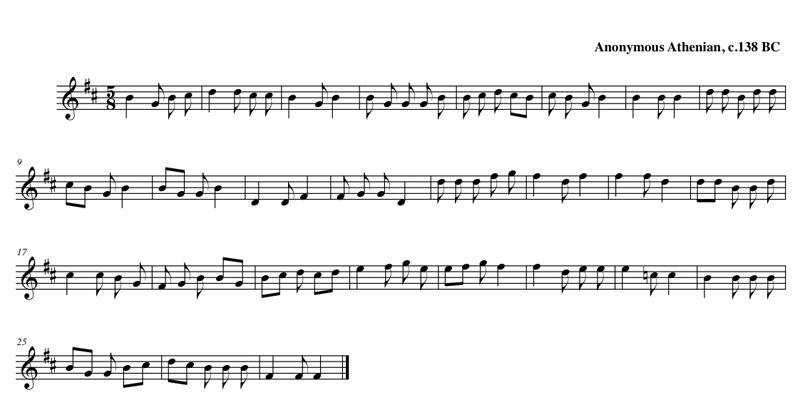
اولین بخش از اولین سرود دلفی (متن حذف شده‌است).

هر دو سرود دلفی خطاب به آپولو نوشته شده‌اند و در سال ۱۸۹۳ توسط باستان‌شناس فرانسوی تئودور رینچ به صورت حک شده بر روی قطعاتی از سنگ واقع در دیوار بیرونی جنوبی خزانه‌داری آتن در دلفی کشف شدند. هنری ویل متن یونانی آن را بازیابی کرد و تئودور رینچ موسیقی را با نت‌نویسی معاصر بازنویسی کرد.
تا مدت‌ها تصور می‌شد تنها اطلاعاتی که در مورد سرودهای دلفی می‌توان با قطعیت گفت آن است که در حدود سال ۱۳۸ پیش از میلاد و توسط یک فرد اهل آتن نوشته شده‌اند، چرا که قسمتی که نام سازندهٔ قطعه را دربرداشت به سختی آسیب دیده‌است. اما بعدها محققان نشان دادند که روش درست خواندن آنچه از متن بالای لوحه باقی مانده، «آتنی» نیست بلکه این نام آتنائوس است به عنوان سازندهٔ اثر ذکر شده‌است.
قدمت سرود دوم دلفی به طور دقیق برابر با سال ۱۲۸ پیش از میلاد تعیین شده‌است؛ از شواهد بر می‌آید که این قطعه در همان سال نیز اجرا شده‌است. نام سازندهٔ این اثر نیز باقی‌مانده‌است: لیمنیوس اهل آتن.
هر دو اثر در سال ۱۲۸ پیش از میلاد و در جریان یک پیتیاد اجرا شدند. برخی از نت‌های این آثار صرفاً حدس زده شده‌اند.

## اولین سرود دلفی
هر دو سرود دلفی دارای بافت تک‌صدایی (متشکل از یک خط ملودیک) هستند اما نت‌نویسی آن‌ها متفاوت است. سرود اول نت‌ نویسی آوازی دارد، و در مد فریجین است.
اولین سرود دلفی نه بین دو سرود قدیمی‌تر است، بلکه احتمالاً طولان‌تر هم بوده‌است. دومین سرود دلفی ۴۰ سطر است، ولی از سرود اول قسمت‌های زیادی باقی نمانده‌است. گورنگشات سیکیلوس که قدمتش به حدود یک تا دو قرن پیش از میلاد بر می‌گردد، قدیمی‌ترین قطعهٔ موسیقی است که به طور کامل باقی مانده‌است.
نحوهٔ دقیق اجرای این سرود مشخص نیست اما در یک لوحهٔ دلفی دیگر از لیمنیوس به عنوان نوازندهٔ کیتارا یاد شده‌است. احتمالاً این اثر به صورت هم‌نوازی ساز با یک یا چند خواننده اجرا می‌شده‌است.
سرود اول دلفی دو بخش دارد. سطرهای ۱ تا ۲۷ به شکرگزاری ازاپولو اختصاص دارد و سطرهای ۲۷ تا ۳۴ به رقص در ستایش او. 

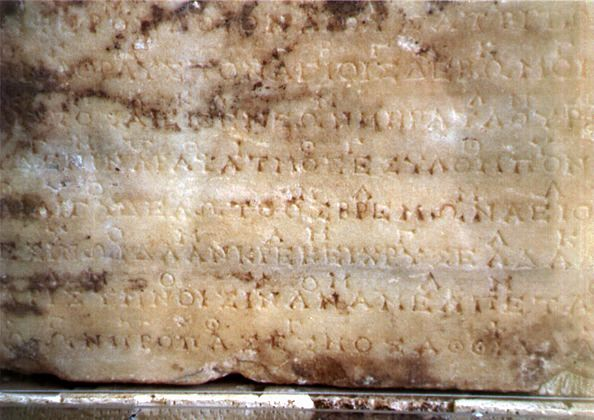
عکسی از سنگ‌های اصلی کشف شده در دلفی، حاوی سرود دوم. نت‌های موسیقی با نمادها گاهگاهی و بالاتر از متن اصلی که با حروف یونانی است آمده‌اند.

## دومین سرود دلفی
سرود اول با شکرگزاری آپولو شروع می‌شود و جمعاً ده بخش دارد که نه بخش دارای ریتم سه بخشی (کرتیک) هستند و دهمی ریتم ائولیک دارد. تونالیته این ده بخش به ترتیب عبارت است از:
1. لیدین
2. هیپولیدین
3. هیپولیدین
4. لیدین کروماتیک
5. هیپولیدین
6. هیپولیدین
7. لیدین کروماتیک
8. هیپولیدین
9. لیدین
10. لیدین